# Caisse autonome d'amortissement
La Caisse Autonome d’Amortissement,(CAA)est un Organisme sous tutelle du Ministère de l'Économie et des Finances Mr Wadagni Romuald à sa tête se trouve Mr Hugues Lokossou qui en est l'actuel directeur Général,,,,,,.

## Composition, attribution, organisation et fonctionnement
La composition, les attributions, l’organisation et le fonctionnement de la CAA sont définis par le décret N° 1966-423 du 12 novembre 1966. Le plus récent décret, le décret N°2008-241 du 06 mai 2008, a été adopté pour approuver les statuts de l'Institution, ce qui a permis de redéfinir et de clarifier les diverses missions de la CAA. Ce décret constitue donc le fondement de la structure et des responsabilités actuelles de la CAA, telles qu'elles sont connues aujourd'hui,,,.

## Missions et attributions

### Mission
Les responsabilités de la Société Autonome d'Amortissement sont les suivantes,,:
- Assurer la collecte et la gestion des ressources externes telles que les emprunts et les dons.
- Gérer la dette publique.
- Gérer l'ensemble des fonds publics qui lui sont confiés par l'État.
- Émettre des emprunts publics.
- Exercer un contrôle sur l'émission de tous les emprunts publics émis ou contractés en dehors de l'organisation.
- Gérer les fonds associés aux projets de la contrepartie béninoise.
- Gérer les ressources et assurer l'exécution matérielle des opérations courantes de la Caisse des Dépôts et Consignations.

### Attributions
Dans le cadre de la gestion de la dette publique, la CAA est chargée de mener les activités suivantes,:
- les activités de "front office" qui englobent à la fois les négociations des nouveaux emprunts publics externes et internes, ainsi que les renégociations multilatérales et bilatérales de la dette extérieure. De plus, elle assure la coordination avec les autres ministères impliqués dans la chaîne de gestion de la dette pour mener à bien ces opérations;
- les activités du "middle office" se concentrent principalement sur la formulation de la stratégie d'emprunt, l'analyse et la gestion des risques. Cela inclut l'analyse du portefeuille de la dette, l'analyse de la viabilité de la dette et la production de statistiques relatives à la dette;
- les activités du "back office" comprennent le règlement du service de la dette, le décaissement, la comptabilité, le suivi budgétaire de la dette ainsi que la gestion de la trésorerie.

En ce qui concerne la gestion des ressources extérieures, la CAA est chargée de:
- réaliser les formalités d'entrée en vigueur des accords de financement en collaboration avec les autres structures nationales compétentes;
- assurer également le suivi de l'accomplissement et du contrôle de toutes les formalités préalables ou de premier décaissement.

La CAA assure le Secrétariat Permanent de la Commission Nationale de l'Endettement (CNE) en mettant à jour régulièrement tous les textes législatifs et les domaines relevant de la compétence de la CNE. À cet égard, ses responsabilités comprennent :
1. centraliser et traiter toutes les informations relatives aux demandes et offres de financement;
2. préparer les dossiers à soumettre à la CNE;
3. rédiger les comptes rendus des réunions de la CNE;
4. préparer les rapports d'activités trimestriels et le rapport annuel de la CNE;
5. élaborer le budget de la CNE;
6. tenir un répertoire de toutes les décisions et avis de la CNE;
7. préparer et/ou contribuer à l'élaboration des textes réglementaires concernant la CNE;
8. mener toutes les actions nécessaires dans le cadre des activités de la CNE.

## Organisation et fonctionnement
La CAA est gérée par un Conseil d'Administration présidé par le ministre chargé des Finances. Les membres du Conseil sont nommés par décret pris en Conseil des Ministres,,.
Le Conseil d'Administration est constitué de :
- Président : Le Ministre chargé des Finances (ou son représentant).
- Membres:

1. Le Directeur Général du Budget;
2. Le Directeur Général du Trésor et de la Comptabilité Publique;
3. Le Directeur National de la Banque Centrale des États de l'Afrique de l'Ouest;
4. L'Agent Judiciaire du Trésor;
5. Le Directeur Général des Investissements et du Financement du Développement;
6. Le Délégué du Personnel élu en Assemblée Générale.

Le fonctionnement quotidien de la CAA est assuré par un directeur général, qui est nommé par décret pris en Conseil des ministres, sur proposition du ministre chargé des Finances. Le directeur général est assisté d'un Adjoint, qui est nommé par arrêté du ministre chargé des Finances, sur proposition du directeur général.
Le Directeur Général est accompagné d'un Comité de Direction, qui est une instance consultative obligatoire. Le Comité de Direction est composé comme suit :
- Président: Le Directeur Général.
- Vice-Président: Le Directeur Général Adjoint.
- Membres: Les Directeurs Techniques et Assimilés, ainsi que deux représentants du Syndicat des Travailleurs.

Le Comité de Direction (CoDir) est consulté pour toutes les décisions importantes.

## Siège
La CAA se trouve à Cotonou plus précisément au carrefour des 03 Banques, 01BP 59 COTONOU,,,.